# Zale minerea
Zale minerea är en fjärilsart som beskrevs av Achille Guenée 1852. Zale minerea ingår i släktet Zale och familjen nattflyn. Inga underarter finns listade i Catalogue of Life.